# FIBA 유로바스켓 2011
2011년 유럽 농구 선수권 대회(EuroBasket 2011)은 2011년에 열린 유럽 농구 선수권 대회이다. 리투아니아에서 개최되었다.